# Leussow (Mirow)
Leussow ist ein Ortsteil der Stadt Mirow im Süden des Landkreises Mecklenburgische Seenplatte in Mecklenburg-Vorpommern.

## Geografie und Verkehrsanbindung
Leussow liegt nordöstlich des Kernortes Mirow an der Kreisstraße K 1. Nördlich vom Ort verläuft die Landesstraße L 25 und südlich die B 198. Nordwestlich erstreckt sich das 32 ha große Naturschutzgebiet Zerrinsee bei Qualzow, ein Versumpfungsmoor. An der K1, etwa 2 km von Leussow entfernt, befindet sich der Bahnhof Zirtow-Leussow (Bahnlinie Mirow-Neustrelitz).

## Sehenswürdigkeiten
In der Liste der Baudenkmale in Mirow sind für Leussow drei Baudenkmale aufgeführt:
- Kirche
- Ehemaliges Spritzenhaus (neben Leussow 25)

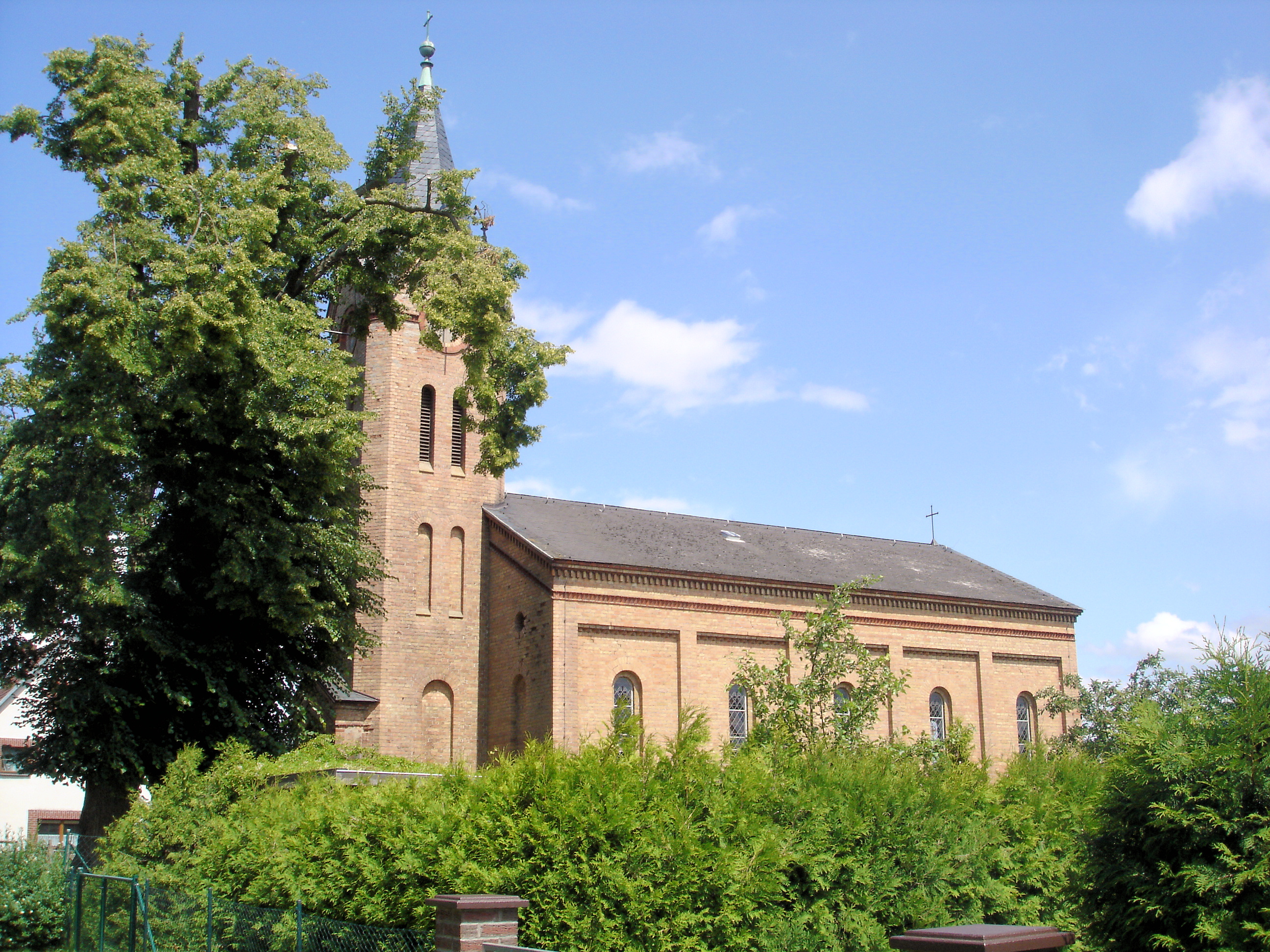
Kirche Leussow

- Wohnhaus (Leussow 35) Kirche Leussow